# Michael Rataj
Michael Rataj (* 28. září 1969, Opava) je český politik, od října 2021 poslanec Poslanecké sněmovny PČR, od roku 2018 starosta obce Branka u Opavy, člen hnutí STAN.

## Život
V letech 1983 až 1987 vystudoval tehdejší Gymnázium Opava a následně v letech 1987 až 1992 učitelství pro 5. – 12. ročník na Filozofické fakultě Ostravské univerzity v Ostravě, kombinaci jazyk český – výtvarná výchova (získal titul Mgr.). V letech 1994–1997 absolvoval bakalářské distanční studium žurnalistiky na Filozofické fakultě Univerzity Palackého v Olomouci. V roce 2011 složil rigorózní zkoušku na katedře historie FF OU v Ostravě z oboru kulturní dějiny. V letech 2012 až 2016 absolvoval doktorské studium českých a československých dějin na katedře historie FF OU v Ostravě (získal titul Ph.D.). V letech 2023–2024 vystudoval management veřejné správy Institutu CEMI v Praze (titul MBA).
Publikoval několik studií na téma dějiny novinářství v Opavě a západním Slezsku. V knižní podobě vydal svou rigorózní práci (Opavský tisk po roce 1989) a dizertační práci (Německá žurnalistika a opavští Němci v ČSR: Svědectví dobového tisku) a autorsky se podílel na třetím, čtvrtém a pátém supplementu Biografického slovníku Slezska a severní Moravy (Ostrava 2016, 2018, 2020). Publikoval také několik studií v recenzovaných odborných časopisech.
V roce 1993 krátce učil na základní škole v Háji ve Slezsku, následně byl až do roku 2000 šéfredaktorem okresních novin, redaktorem a editorem regionálních deníků. V roce 2000 opět krátce učil na základní škole v Rýmařově. V letech 2001 až 2015 pracoval jako manažer firemní komunikace v akciové společnosti Model Obaly a v letech 2016 až 2018 jako marketingový ředitel ve společnosti Semix Pluso. 
Angažoval se ve spolkové činnosti, v letech 2016–2021 předsedal Spolku pro děti ZŠ a MŠ Branka u Opavy.
Michael Rataj žije od roku 2003 v obci Branka u Opavy v Opavském Slezsku.

## Politické působení
V komunálních volbách v roce 1998 kandidoval jako nezávislý kandidát z druhého místa kandidátky volebního sdružení „Bílá Opava“ do Zastupitelstva statutárního města Opava, ale neuspěl. V letech 1998–1999 byl členem kontrolního výboru při Radě města Opavy. V komunálních volbách v roce 2006 kandidoval jako nezávislý kandidát do Zastupitelstva obce Branka u Opavy, ale neuspěl. Mandát zastupitele obce se pokoušel získat i ve volbách v roce 2010, když byl z pozice registrovaného příznivce lídrem kandidátky hnutí STAN, ale opět neuspěl (skončil jako první náhradník). Zvolen byl až ve volbách v roce 2018, kdy vedl již jako člen hnutí STAN kandidátku volebního subjektu „SPOLKY PRO OBEC S PODPOROU AKTIVNÍCH OBČANŮ“. Dne 5. listopadu 2018 se pak stal i starostou obce.
V krajských volbách v roce 2016 kandidoval jako nestraník za stranu Koruna Česká (KČ) do Zastupitelstva Moravskoslezského kraje, ale neuspěl. Zvolen nebyl ani v krajských volbách v roce 2020, kdy z šesté pozice kandidoval jako člen hnutí STAN na kandidátce subjektu „STAN, Zelení a Nezávislí“.
Ve volbách do Poslanecké sněmovny PČR v roce 2021 kandidoval jako člen hnutí STAN na 10. místě kandidátky koalice Piráti a Starostové v Moravskoslezském kraji. Se ziskem 6 225 preferenčních hlasů však nakonec skončil druhý a byl tak zvolen poslancem.
V komunálních volbách v roce 2022 zvítězil se svým volebním sdružením „SPOLKY PRO OBEC S PODPOROU AKTIVNÍCH OBČANŮ“ (tj. koalice STAN a nezávislých kandidátů) se ziskem více než 55 % hlasů a 24. října 2022 byl opětovně zvolen neuvolněným starostou obce.
Ve volbách do Senátu PČR v roce 2024 kandidoval za hnutí STAN v rámci koalice „STAN a OK“ v obvodu č. 68 – Opava. Podporovali jej též Piráti. Se ziskem 5,51 % hlasů skončil na čtvrtém místě, a nepostoupil tak do druhého kola voleb.